# Неклюдов, Иван Михайлович
Иван Михайлович Неклюдов (? — 1919) — подольский вице-губернатор в 1890—1909 годах.

## Биография
Сын обер-офицера.
Окончил Харьковскую 2-ю гимназию (1868) и юридический факультет Харьковского университета (1872).
В 1873 году поступил на службу по Министерству внутренних дел. В 1879—1890 годах последовательно занимал должности: советника Волынского губернского правления, начальника отделения канцелярии киевского генерал-губернатора и члена Волынского губернского по крестьянским делам присутствия, одновременно состоя членом губернского по чиншевым делам присутствия и членом отделения Крестьянского поземельного банка. 4 октября 1890 года назначен подольским вице-губернатором, в каковой должности пробыл до 1909 года. В 1893 году был произведен в действительные статские советники. Был почетным мировым судьей Каменец-Подольского округа.
В 1910 году вышел в отставку, жил в Киеве на Львовской улице. Состоял действительным членом Киевского клуба русских националистов. В мае 1919 года был расстрелян Киевской ЧК. После взятия города Добровольческой армии, при раскопках могил жертв чрезвычаек, тело Неклюдова было опознано и 2 сентября предано земле на Лукьяновском кладбище, о чём извещала в газете «Киевлянин» его вдова.

## Награды
- Орден Святого Владимира 3-й ст. (1891)
- Орден Святого Станислава 1-й ст. (1895)
- Орден Святой Анны 1-й ст. (1904)

Иностранные:
- персидский Орден Льва и Солнца 2-й ст. (1906)